# Nomada shirakii
Nomada shirakii là một loài Hymenoptera trong họ Apidae. Loài này được Yasumatsu & Hirashima mô tả khoa học năm 1951.